# Аванесов, Александр Аршавирович
Алекса́ндр Аршави́рович Аване́сов (1 июня 1955, Баку — 19 декабря 2017, Москва) — российский поэт, бард, переводчик, педагог, журналист. С 1990 по 2017 год — руководитель созданного им молодёжного хора французской песни имени Жоржа Брассенса.

## Биография
Александр Аванесов долгое время работал диктором французского вещания на радио «Голос России» в Москве, а также во французской редакции газеты «Московские новости». В совершенстве владел французским языком.
Был членом правления общества «СССР — Франция», а затем «Ассоциации друзей Франции».
Переводил французскую поэзию, главным образом произведения шансонье Жоржа Брассенса (67 песен), которые исполнял под гитару.

Талантливейший певец, композитор. <…> Перевёл почти все песни Брассенса на русский язык. Нашёл музыкальные и словесные ключи, которые соединил воедино, для того чтобы сохранить ритм каждой песни. У Брассенса очень сложная музыкальная ткань.
— Михаил Шемякин
В 1990 году создал молодёжный хор современной французской песни имени Жоржа Брассенса, которым руководил до конца жизни. Концерты хора состояли из двух частей: русские казачьи песни и французский шансон. Хор гастролировал по Франции, Швейцарии, Канаде и другим странам. 
В 1997 году Александр Аванесов стал победителем конкурса «Педагог-внешкольник» в номинации «Театр и музыка». Своим педагогическим опытом Аванесов неоднократно делился на страницах журнала «Иностранные языки в школе».
Умер 19 декабря 2017 года в Москве. Урна с прахом захоронена в колумбарии на Донском кладбище.

## Издания
- Альбом «Ж.Брассенс по-русски»: 4 компакт-диска с русскими версиями 67 песен Ж. Брассенса, записанными Александром Аванесовым в составе трио (две гитары и контрабас).
- Жорж Брассенс. Жорж Брассенс (Brassens в русском переводе) / пер. А. Аванесова. — М.: Стратегия, 2002. — 126 с. — ISBN 5-9234-0020-0.

### Сборники
- Строфы века. Антология мировой поэзии в русских переводах. М.: Полифакт, 1997
- Семь веков французской поэзии. Санкт-Петербург: Евразия, 1999

## Награды
- Орден Академических пальм (кавалер, 2008)